# William Colby

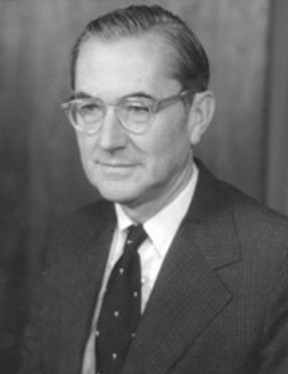
William Egan Colby

William Egan Colby (ur. 4 stycznia 1920, zm. 27 kwietnia 1996) – dyrektor Centrali Wywiadu
Ze stanowiska DCI Colby został zwolniony przez ówczesnego prezydenta Stanów Zjednoczonych Geralda Forda, który postawił na tym stanowisku przyszłego prezydenta USA, ówczesnego zastępcę dyrektora CIA (DDCI), George’a Busha.
W następnych latach William Colby rozwiódł się ze swą długoletnią żoną Barbarą i w 1984 poślubił Sally Shelton. W 1994 Colby i były wysoki oficer kontrwywiadu KGB – gen. mjr Oleg Kaługin, zaprojektowali szpiegowską grę komputerową pt. Spycraft.